# カール・ジャンスキー

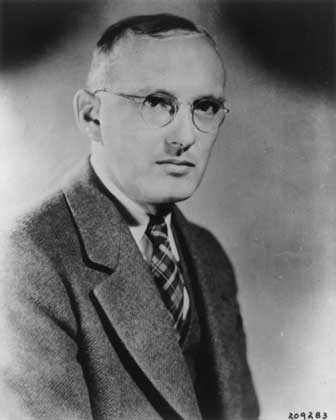
Karl Guthe Jansky

カール・グース・ジャンスキー（Karl Guthe Jansky, 1905年10月22日 - 1950年2月14日）とは、アメリカの物理学者・無線技術者であり、電波天文学の開始者。
1932年に天の川方向より電波が飛来していることを発見し、電波天文学を開始した。
1905年10月22日にオクラホマ準州に生まれた。ウィスコンシン大学に学び、1927年に学位を取得した。
1928年よりニュージャージー州にあるベル研究所に入所し、短波の研究を行った。
どの方位にでも向けられるように回転台の上に波長20.5MHz向けのアンテナを設置し、研究を行った。

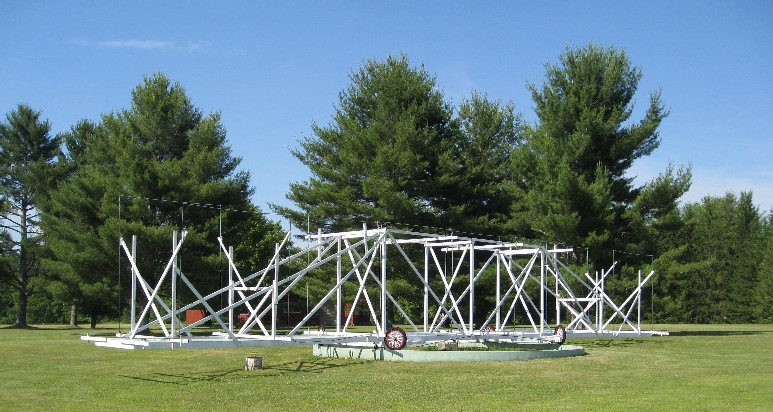
ジャンスキーのアンテナのレプリカ。

数か月かけて全方向からの入力信号を記録した後に、彼は3種類の電波雑音を確認した。それらは、近隣の雷、遠くの雷と未知のものであった。彼は、この未知の電波雑音の分析に1年以上を費やした。その電波は、1日周期で信号強度が変動したことから、初めは太陽起源のものではないかと思われた。しかし、数か月後にそのピーク時期が変化したことから、太陽起源説は放棄した。信号は、24時間ではなく23時間56分周期で強度が変動していることから、恒星系に由来するものと判断された。(恒星時参照)
最終的に、この信号は銀河系中心（いて座）方向より発信されていることを突き止めた。これは、電波天文学の始まりとされる。
その後の彼は、ベル研究所より別のプロジェクトを任せられ、電波天文学に関わることは無く、1950年、心臓病のため44歳の若さで死去した。
彼にちなみ電波天文学における電波強度の単位には、ジャンスキー(Jy)が使われる。また、アメリカ国立電波天文台はジャンスキー・フェローシップと呼ばれる博士研究員支援プログラムを実施している。また、小惑星と月クレーターにも命名されている。